# Jean-Charles Colombot
Jean-Charles Colombot (* 14. April 1719 in Besançon; † 1. November 1782 ebenda) war ein französischer Architekt, der viele Bauwerke in der Stadt Besançon und in der Franche-Comté entwarf.

## Leben
Jean-Charles Colombot wurde als Sohn eines Blechners geboren. Zunächst arbeitete er als Zeichner bei einem Architekten und ab 1740 fertigte er eigene Architekturentwürfe. 1757 wurde Jean-Charles Colombot vom Staat zum „Architecte des eaux et forêts“ ernannt. Von Jean-Charles Colombot stammen viele Bauwerke in Besançon und in der Franche-Comté.
Aus der 1743 geschlossenen Ehe stammt der Sohn Claude Antoine Colombot, der ebenfalls ein bekannter Architekt wurde.

## Bauwerke (Auswahl)
Besançon
- Hôtel du Bouteiller (1741)
- Hôtel de Courbouzon (1744)
- Hôtel de Laviron (1749)
- Hôtel Chifflet (1750)
- Hôtel Dunod de Charnage (1770)
- Hôtel de Ligniville, (1776)
- Hôtel de Maîche, (1780)

Franche-Comté

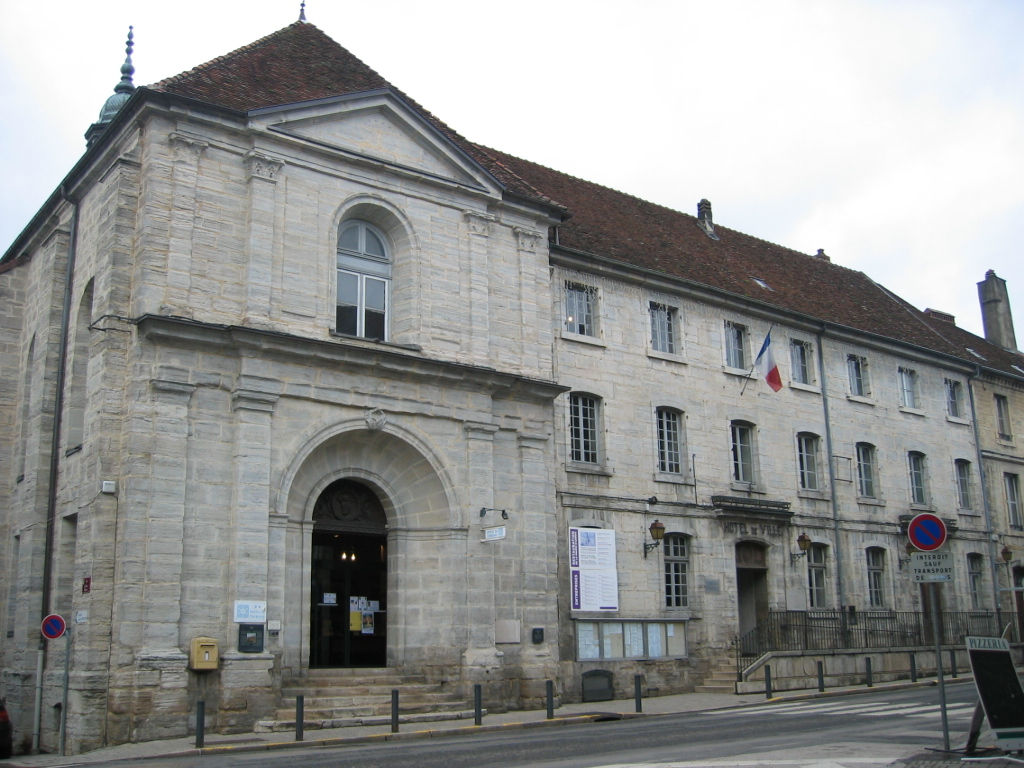
Hôtel de Ville in Arbois

- Pfarrkirche Saint-Joseph in Grand’Combe-Châteleu
- ehemaliges Ursulinenkloster, heute Hôtel de Ville in Arbois
- Pfarrkirche Saint-Étienne in Avrigney-Virey
- Pfarrkirche Saint-Nicolas in Broye-Aubigney-Montseugny
- Pfarrkirche Saint-Martin in Bucey-lès-Gy
- Schloss in Fallon
- Brunnen und Waschhaus in Fallon
- Pfarrkirche Saint-Étienne in Lieucourt
- Pfarrkirche Saint-Pierre in Motey-Besuche
- Kirche Saint-Georges in Saint-Broing